# Арменија, Колумбија
Арменија (шп. Armenia) је град у централној Колумбији. Главни је град Киндио департмента. Арменија је град средње величине и део је „троугла кафе“ са градовима Переиром и Манизалесом. То је један од главних центара националне економије и такозване колумбијске осовине за узгој кафе. Као резултат тога, историјски центар Арменије именован је 2011. године као део УНЕСКОве светске баштине „Културни пејзаж кафе“.
Велики део града уништен је, 25. јануара 1999., у земљотресу јачине 6,2 степена. Умрло је 1.230 људи, око 200.000 је остало без крова над главом.

## Историја
Град је 14. октобра 1889. године основао Исус Марија Окампо, познат и као „Тигреро” због страсти према лову на јагуаре, назване локални тигрови .. Насеље је статус града добило девет година након оснивања. Број становника се брзо повећавао, а власти су 14. октобра 1889. године признале Јерменију као прави град. У почетку је нови град добио име Виља Холгуин (шпански: Villa Holguín - у част тадашњег актуелног председника Карлоса Олгина Маларина), да би потом 30. новембра 1889. године гласањем преименован у град. С тим у вези, мишљење да је име града промењено у знак сећања на жртве трагичних догађаја који су се одиграли у Османској Турској 1894-1897. а касније 1915-1923. је неодрживо, иако неки извори покушавају да се сложе са овим .
Као и други колумбијски градови, који традиционално имају двоструко име, Арменија има и друго име - „град чуда“ (ciudad de los milagros), које је добила због свог изузетног, брзог развоја, чему су увелико допринели њени становници. Почетак глобалног бума кафе био је право економско чудо за Колумбију, а посебно за регионе узгоја кафе. У Арменији практично нема знакова сиромаштва. Иако локалци не воле претерану помпезност. Данас је Арменија најмлађа од свих престоница колумбијских департмана, центар економски најпросперитетније регије у земљи. Умерено топла клима током целе године ствара идеалне услове за узгој елитних сорти кафе у овом региону.